# 시게하루촌
시게하루촌(重春村)은 효고현 다카군에 있던 촌이다. 현재의 니시와키시 중심부의 남방에 해당한다.

## 역사
- 1889년 4월 1일 - 정촌제 시행에 의해 8촌의 구역을 가지고 성립하였다.
- 1952년 4월 1일 - 니시와키정, 히노촌, 히에조촌과 합병해 니시와키시가 성립하여, 동일 시게하루촌은 폐지되었다.

## 교통

### 철도
- 일본국유철도 (현 서일본 여객철도)
  - 가시야선

### 도로
- 국도 제175호선

## 참고문헌
- 가도카와 일본지명대사전 28 효고현